# アレクサンダー・カナリオ
アレクサンダー・カナリオ（Alexander Canario, 2000年5月7日 - ）は、 ドミニカ共和国モンテ・クリスティ州モンテ・クリスティ出身のプロ野球選手（外野手）。右投右打。MLBのピッツバーグ・パイレーツ所属。

## 経歴

### プロ入りとジャイアンツ傘下時代
2016年にアマチュア・フリーエージェントでサンフランシスコ・ジャイアンツと契約してプロ入り。
2017年、傘下のルーキー級ドミニカン・サマーリーグ・ジャイアンツでプロデビュー。66試合に出場して打率.294、5本塁打、45打点、18盗塁を記録した。
2018年はルーキー級アリゾナリーグ・ジャイアンツでプレーし、45試合に出場して打率.250、6本塁打、19打点、8盗塁を記録した。
2019年はルーキー級アリゾナリーグ・ジャイアンツとA-級セイラム＝カイザー・ボルケーノズでプレーし、2チーム合計で59試合に出場して打率.318、16本塁打、54打点、4盗塁を記録した。
2020年はCOVID-19の影響でマイナーリーグの試合が開催されなかったため、公式戦の出場は無かった。オフの11月20日にルール・ファイブ・ドラフトでの流出を防ぐために40人枠入りした。
2021年は5月のマイナーリーグ開幕からA-級サンノゼ・ジャイアンツでプレーした。

### カブス時代
2021年7月30日にクリス・ブライアントとのトレードで、ケイレブ・キリアンと共にシカゴ・カブスへ移籍した。移籍後は傘下のA+級サウスベンド・カブスでプレーし、移籍前を含めた2チーム合計で107試合に出場して打率.230、18本塁打、57打点、21盗塁を記録した。
2022年はA+級サウスベンド、AA級テネシー・スモーキーズ、AAA級アイオワ・カブスでプレーし、3チーム合計で125試合に出場して打率.252、37本塁打、97打点、23盗塁を記録した。
2023年、マイナーではルーキー級アリゾナ・コンプレックスリーグ・カブス、A+級サウスベンド、AAA級アイオワでプレーし、3チーム合計で53試合に出場して打率.273、9本塁打、47打点、2盗塁を記録した。9月1日にメジャーへ昇格し、6日のジャイアンツ戦でメジャーデビュー。この年メジャーでは6試合に出場して打率.294、1本塁打、6打点を記録した。
2024年はメジャーで15試合に出場して打率.280、1本塁打、2打点を記録した。オフにはドミニカに派遣され、同国のウィンターリーグであるLIDOMに参加し、アギラス・シバエーニャスに所属した。
2025年2月20日にジャスティン・ターナーの獲得に伴って、DFAとなった。

### パイレーツ時代
2025年2月24日に金銭トレードで、ニューヨーク・メッツへ移籍したが開幕日の3月27日にホセ・アゾーカーと共にDFAとなり、31日に金銭トレードでピッツバーグ・パイレーツに移籍した。

## プレースタイル
バットスピードに定評があり、平均以上の長打力を備える。守備では俊足かつ強肩という点から中堅手または右翼手が適していると見られている。

## 詳細情報

### 年度別打撃成績
| 年 度    | 球 団    | 試 合 | 打 席 | 打 数 | 得 点 | 安 打 | 二 塁 打 | 三 塁 打 | 本 塁 打 | 塁 打 | 打 点 | 盗 塁 | 盗 塁 死 | 犠 打 | 犠 飛 | 四 球 | 敬 遠 | 死 球 | 三 振 | 併 殺 打 | 打 率 | 出 塁 率 | 長 打 率 | O P S |
| -------- | -------- | ----- | ----- | ----- | ----- | ----- | -------- | -------- | -------- | ----- | ----- | ----- | -------- | ----- | ----- | ----- | ----- | ----- | ----- | -------- | ----- | -------- | -------- | ----- |
| 2023     | CHC      | 6     | 17    | 17    | 1     | 5     | 1        | 1        | 1        | 11    | 6     | 0     | 0        | 0     | 0     | 0     | 0     | 0     | 8     | 0        | .294  | .294     | .647     | .941  |
| 2024     | CHC      | 15    | 28    | 25    | 4     | 7     | 1        | 0        | 1        | 11    | 2     | 1     | 0        | 0     | 0     | 2     | 0     | 1     | 11    | 0        | .280  | .357     | .440     | .797  |
| MLB：2年 | MLB：2年 | 21    | 45    | 42    | 5     | 12    | 2        | 1        | 2        | 22    | 8     | 1     | 0        | 0     | 0     | 2     | 0     | 1     | 19    | 0        | .286  | .333     | .524     | .857  |

- 2024年度シーズン終了時

### 年度別守備成績
| 年 度 | 球 団 | 左翼（LF） | 左翼（LF） | 左翼（LF） | 左翼（LF） | 左翼（LF） | 左翼（LF） | 中堅（CF） | 中堅（CF） | 中堅（CF） | 中堅（CF） | 中堅（CF） | 中堅（CF） | 右翼（RF） | 右翼（RF） | 右翼（RF） | 右翼（RF） | 右翼（RF） | 右翼（RF） |
| 年 度 | 球 団 | 試 合      | 刺 殺      | 補 殺      | 失 策      | 併 殺      | 守 備 率   | 試 合      | 刺 殺      | 補 殺      | 失 策      | 併 殺      | 守 備 率   | 試 合      | 刺 殺      | 補 殺      | 失 策      | 併 殺      | 守 備 率   |
| ----- | ----- | ---------- | ---------- | ---------- | ---------- | ---------- | ---------- | ---------- | ---------- | ---------- | ---------- | ---------- | ---------- | ---------- | ---------- | ---------- | ---------- | ---------- | ---------- |
| 2023  | CHC   | 1          | 0          | 0          | 0          | 0          | ----       | 1          | 2          | 0          | 0          | 0          | 1.000      | 1          | 1          | 0          | 0          | 0          | 1.000      |
| 2024  | CHC   | 10         | 16         | 0          | 0          | 0          | 1.000      | -          | -          | -          | -          | -          | -          | 5          | 8          | 0          | 0          | 0          | 1.000      |
| MLB   | MLB   | 11         | 16         | 0          | 0          | 0          | 1.000      | 1          | 2          | 0          | 0          | 0          | 1.000      | 6          | 9          | 0          | 0          | 0          | 1.000      |

- 2024年度シーズン終了時

### 背番号
- 4（2023年 - 2024年）
- 29（2025年 - ）